# Police Connection
Pour plus de détails, voir Fiche technique et Distribution.
Police Connection (titre original : Badge 373) est un film américain réalisé par Howard W. Koch, sorti en 1973.

## Synopsis
Un flic, suspendu après une bavure sur un petit truand, se remet rapidement après que l'on a retrouvé son coéquipier égorgé dans sa voiture. Très vite, il découvre qu'il était mêlé à un trafic d'armes. Poursuivi par les trafiquants qui veulent le tuer, il remonte à leur source jusqu'au chef qui est un Portoricain diplômé de Harvard qui prépare une révolution... 

## Fiche technique
- Titre original : Badge 373
- Réalisation : Howard W. Koch
- Scénario : Pete Hamill d'après les exploits d'Eddie Egan
- Musique : J.J. Jackson
- Photographie : Arthur J. Ornitz
- Montage : John Woodcock (monteur)
- Production : Howard W. Koch
- Société de production et de distribution : Paramount Pictures
- Pays de production :  États-Unis
- Langue : Anglais
- Format : Couleur 35 mm — 1,85:1 — Son : Mono
- Genre : Film policier
- Durée : 115 minutes (1 h 55)
- Dates de sortie :
  - États-Unis : 25 juillet 1973 (New York)
  - France : 20 septembre 1973

## Distribution
- Robert Duvall (VF : William Sabatier) : Eddie Ryan
- Verna Bloom (VF : Paule Emanuele) : Maureen
- Eddie Egan (VF : Jacques Deschamps) : Le lieutenant Scanlon
- Henry Darrow (VF : Jean-Claude Michel) : William Salazar
- Felipe Luciano (VF : Med Hondo) : Ruben Garcia
- Chico Martínez (VF : Marc de Georgi) : Frankie Diaz
- Louis Cosentino (VF : Francis Lax) : Gigi Caputo
- Marina Durell : Rita Garcia
- Luis Avalos : Chico